# Leucophora dasyprosterna
Leucophora dasyprosterna är en tvåvingeart som beskrevs av Fan och Qian 1988. Leucophora dasyprosterna ingår i släktet Leucophora och familjen blomsterflugor. Inga underarter finns listade i Catalogue of Life.